# Filippo De Boni
Filippo De Boni (Caupo, 7 agosto 1816 – Firenze, 7 novembre 1870) è stato un giornalista, scrittore e politico italiano.

## Biografia

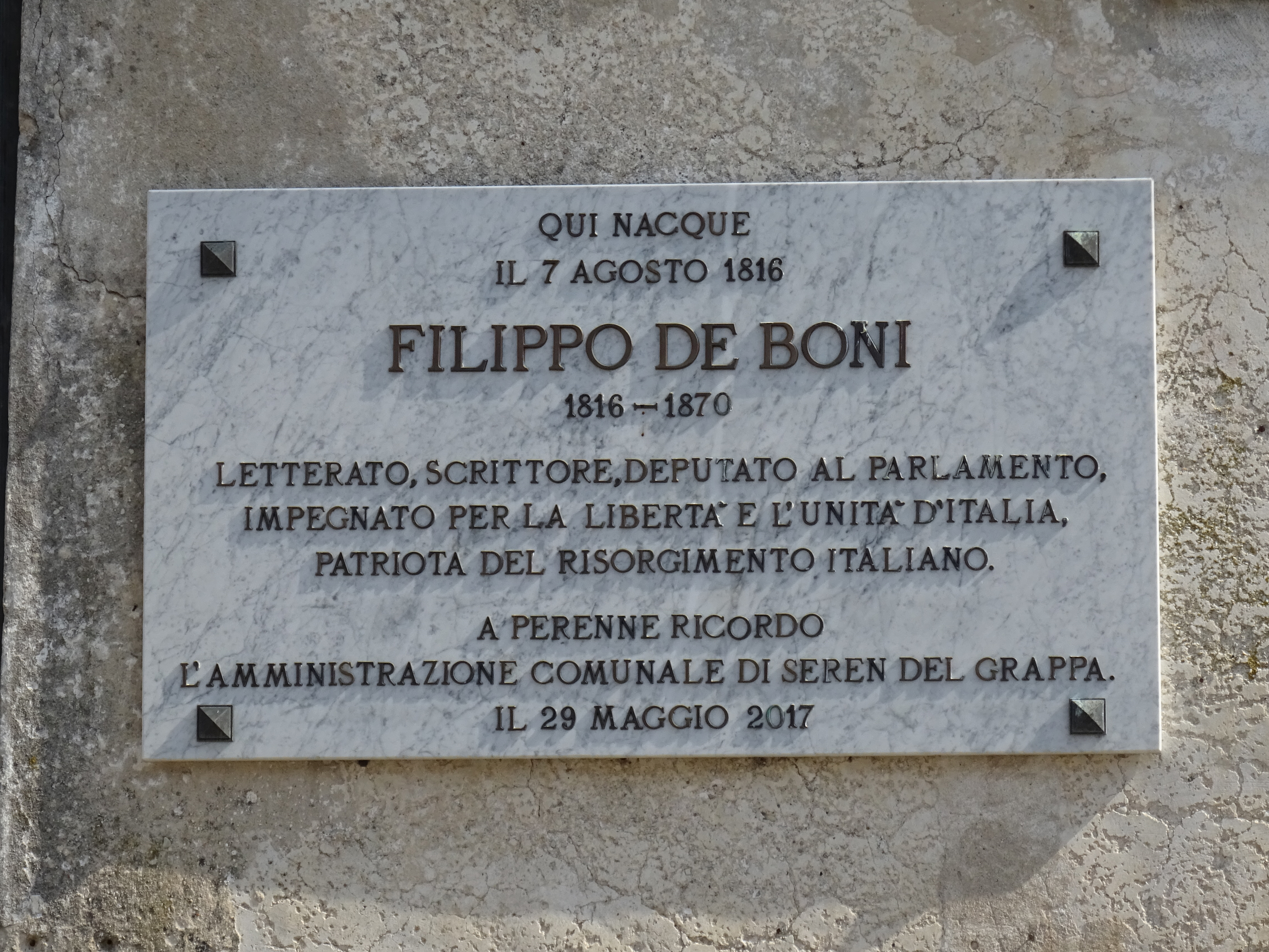
Targa nel paese natale di Caupo

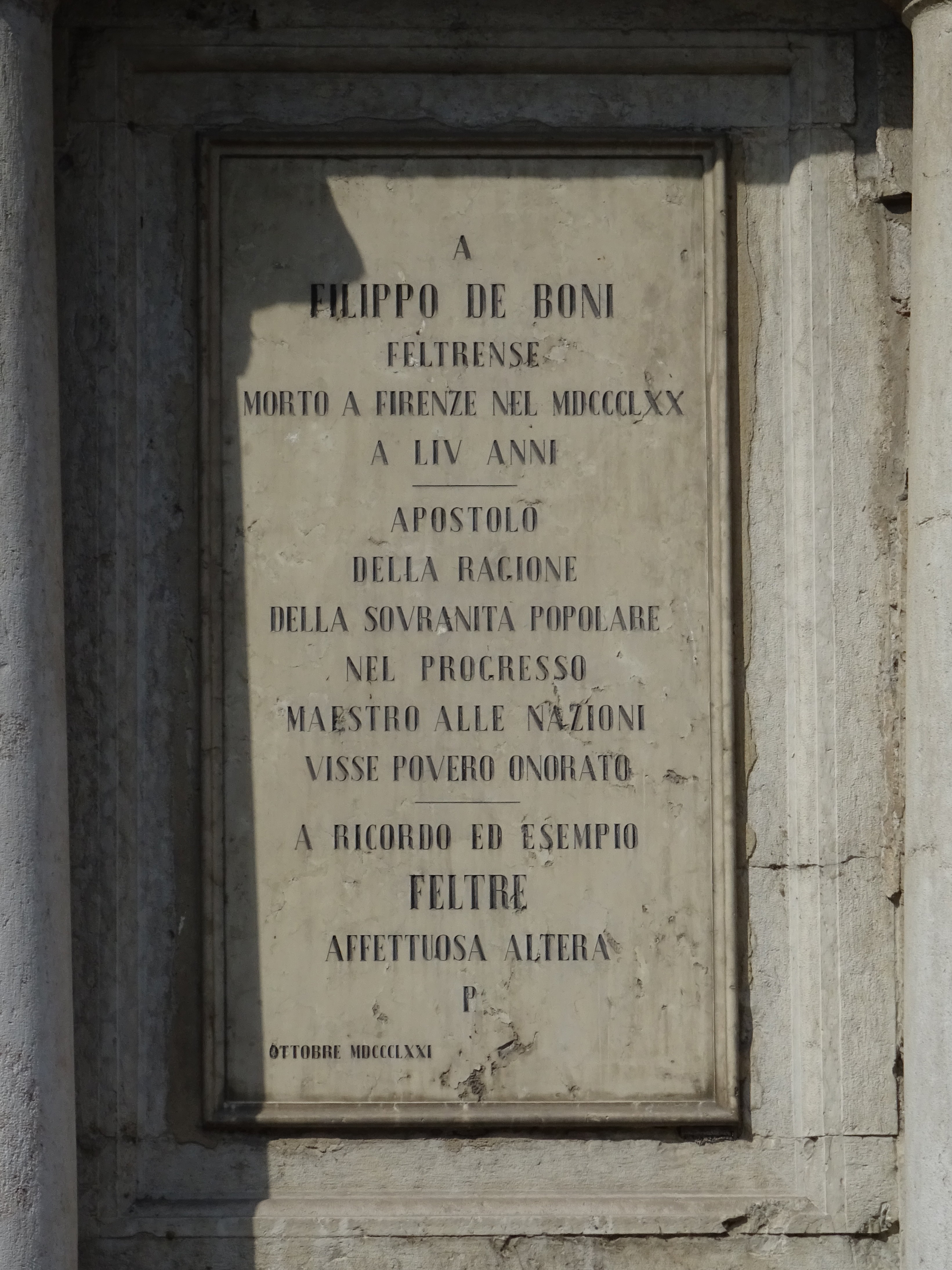
Targa sulla Porta Panfilo Castaldi a Feltre

Il padre Giacomo, capomastro muratore e stuccatore, proveniva da una famiglia di artisti locali (suoi zii erano Sebastiano e Giovanni Luigi De Boni). La madre, Antonia Saccari, era sorella del curato di Rasai, don Giovanni, che lo avviò al sacerdozio iscrivendolo al seminario di Feltre.
Uscì da questa istituzione nel 1834, insofferente nei confronti dell'insegnamento ecclesiastico ma con ottimi risultati scolastici e gli fu concesso, grazie a un sussidio statale, un posto nel seminario di Padova dove rimase poco, preferendo intraprendere l'attività di insegnante privato che gli consentiva una maggiore libertà di studi. Lavorò prima al collegio Benetelli, quindi per la famiglia Viviani; infine si trasferì a Venezia presso i Soranzo. Nel frattempo lo zio sacerdote era morto e De Boni ruppe l'impegno di abbracciare la vita religiosa.
Collaborò con Luigi Carrer nella redazione del giornale veneziano Il Gondoliere, di cui divenne direttore. Andò poi a Genova, dove era stato chiamato alla presidenza del Circolo Artistico. Espulso per motivi politici, riparò prima in Piemonte (1846), poi a Losanna e quindi a Parigi, dove riprese a stampare le sue Cronache che Vincenzo Gioberti giudicò eleganti e veridiche. 
Nel 1848, quando iniziarono i moti patriottici, tornò in Italia e fu a Milano, Genova, Firenze e Roma, militando nelle file mazziniane. Rappresentò a Berna la Repubblica romana. Nel 1860 fece ritorno a Genova, dove fece parte della direzione del quotidiano di ispirazione mazziniana L'unità italiana. 
Dopo l'Unità d'Italia fu eletto deputato dalla VIII alla X Legislatura, assumendo posizioni anticlericali e di sinistra.
Massone, fu membro del Grande Oriente d'Italia e collaborò al suo Bollettino.

## Opere
- Biografia degli artisti, Il Gondoliere, Venezia 1840 (2ª edizione nel 1852)
- Gli Eccelini e gli Estensi: storia del secolo XIII, Venezia 1841
- Scipione (1843), romanzo storico
- Memorie (1843)
- Così la penso (1846-47), cronache mensili
- La congiura di Roma e Pio IX (1847)
- Lo straniero in Lombardia (1848), opuscolo di stampo patriottico
- Il Papa Pio IX (1849)
- L'inquisizione e i Calabro-Valdesi (1859)
- La Chiesa romana e l'Italia (1863)